# Karl Behr (Politiker)
Karl Ferdinand Behr (* 29. Mai 1892 in Gleiwitz, Provinz Schlesien) war ein deutscher Arbeiter, Drucker und Politiker (KPD).

## Leben und Tätigkeit
Nach dem Schulbesuch arbeitete Behr in verschiedenen Berufen in seiner Heimatstadt Gleiwitz, u. a. als Autobusschaffner. In den 1920er und 1930er Jahren ist er mit Wohnsitz in der Rybniker Straße 59 in der Stadt nachweisbar.
1920 trat er der Kommunistischen Partei Deutschlands (KPD) bei. In der KPD übernahm er in den 1920er und 1930er Jahren verschiedene Funktionärsposten. 1927 wurde er Orgleiter der Partei der Provinz Oberschlesien, nach 1928 leitete er die Revolutionäre Gewerkschafts-Opposition (RGO) und 1932 amtierte er kurzzeitig als Polleiter der Partei in der Provinz Oberschlesien.
1925 wurde er aufgrund des Druck kommunistischer Flugblätter und der Bildung eines Arbeiterbataillons in Gleiwitz wegen Verstoß gegen das Gesetz zum Schutz der Republik und Vorbereitung zum Hochverrat vor dem 4. Strafsenat des Reichsgerichts angeklagt. Durch Urteil vom 18. März 1925 wurde er von dem Gericht zu einer Haftstrafe von drei Jahren und 150 Reichsmark Geldstrafe verurteilt.
Daneben wurde er für seine Partei in verschiedene öffentliche Ämter gewählt: Um 1927 wurde Behr Abgeordneter der KPD im Provinziallandtag der Provinz Oberschlesien. 1928 erhielt er einen Sitz in der Stadtverordnetenversammlung von Gleiwitz und den Rang eines Stadtrates.
Anlässlich der Preußischen Landtagswahlen vom April 1932 kandidierte Behr erfolglos für einen Sitz im Landtag.
In der Nacht vom 8. zum 9. Oktober 1932 wurde Behr Opfer eines Terroranschlags durch die nationalsozialistische SA: SA-Leute warfen eine Handgranate in seine Wohnung. Er blieb unverletzt, es entstand aber schwerer Sachschaden.
Nach dem Zweiten Weltkrieg soll er in Halle gelebt haben. Zu dieser Zeit war er wahrscheinlich Mitarbeiter des Nationalrat der Nationalen Front der Deutschen Demokratischen Republik in der Abteilung „Kader“.

## Überlieferung
Im Bundesarchiv haben sich mehrere Akten im Bestand Oberreichsanwalt beim Reichsgericht (R 3003/419; R 3003/720; R 3003/721; R 3003/722; R 3003/13779; R 3003/24051) und Reichsjustizministerium (R 3001/187064) über Behr erhalten.